# シーニャ
シーニャ（伊: Signa）は、イタリア共和国トスカーナ州フィレンツェ県にある、人口約19,000人の基礎自治体（コムーネ）。

## 地理

### 位置・広がり

#### 隣接コムーネ
隣接するコムーネは以下の通り。括弧内のPOはプラート県所属を示す。
- カンピ・ビゼンツィオ
- カルミニャーノ (PO)
- ラストラ・ア・シーニャ
- ポッジョ・ア・カイアーノ (PO)
- スカンディッチ

### 気候分類・地震分類
シーニャにおけるイタリアの気候分類 (it) および度日は、zona D, 1754 GGである。
また、イタリアの地震リスク階級 (it) では、zona 3 (sismicità bassa) に分類される。

## 行政

### 分離集落
シーニャには、以下の分離集落（フラツィオーネ）がある。
- Colli Alti-Indicatore, I Bassi, La Beccheria, Lecore, Ponte all'Asse, San Rocco, San Mauro a Signa, San Piero a Ponti, Sant'Angelo a Lecore

## 姉妹都市
- Maromme、フランス
- オーバードラウブルク（ドイツ語版）、オーストリア
- ロンゴブッコ、イタリア
- ティファリティ、西サハラ